# Ted Hope
Ted Hope (* 1962) ist ein US-amerikanischer Filmproduzent. Er produziert Independentfilme, das sind Filme von Produktionsfirmen, die sich außerhalb des meist US-amerikanischen Studiosystems bewegen. Er gründete 2010 mit seiner Frau Vanessa die Produktionsgesellschaft Double Hope Films.
Seit 2015 leitet er die Kreativabteilung der Amazon Studios. 2018 wurde er am Locarno Festival mit dem Raimondo Rezzonico Preis für den besten unabhängigen Produzenten ausgezeichnet.

## Filmografie (Auswahl)
- 1992: Schiebende Hände (Pushing Hands; Tui shou)
- 1993: Das Hochzeitsbankett
- 1994: Amateur
- 1996: She’s the One
- 1996: Walking and Talking
- 1997: Office Killer
- 1997: Der Eissturm (The Ice Storm)
- 1998: Happiness
- 1999: Wer mit dem Teufel reitet (Ride with the Devil)
- 2001: Lovely & Amazing
- 2001: Human Nature – Die Krone der Schöpfung (Human Nature)
- 2003: 21 Gramm (21 Grams)
- 2003: American Splendor
- 2004: A Dirty Shame
- 2004: The Door in the Floor – Die Tür der Versuchung (The Door in the Floor)
- 2007: Dein Ex – Mein Albtraum (Fast Track)
- 2007: Die Geschwister Savage (The Savages)
- 2007: Unverblümt – Nichts ist privat (Towelhead)
- 2009: Adventureland
- 2010: Super – Shut Up, Crime! (Super)
- 2021: The Tender Bar
- 2023: Cassandro